# Pygirhynchus toledopizai
Pygirhynchus toledopizai är en insektsart som först beskrevs av Oliver Zompro 2004.  Pygirhynchus toledopizai ingår i släktet Pygirhynchus och familjen Heteronemiidae. Inga underarter finns listade i Catalogue of Life.